# Guillermo Guardia
William Guillermo Guardia Morales (San José, 27 de febrero de 1960) es un exfutbolista costarricense. Es considerado uno de los mejores delanteros de Costa Rica durante la década de 1980. 
Con 149 goles, es el séptimo máximo goleador histórico en el fútbol profesional costarricense.

## Trayectoria
Guillermo Guardia inició su carrera futbolística en las divisiones menores del Deportivo Saprissa, y fue ascendido a la Primera División con el club en 1978, cuando sólo contaba con 18 años. Los mejores años de su carrera profesional fueron con ese equipo josefino, donde se convirtió en el máximo goleador del torneo en el año 1982, con un total de 20 anotaciones. Ese mismo año, fue campeón nacional con el Saprissa, y en 1985 ganó la Copa Camel en Estados Unidos.
El gran talento en el drible y la rapidez fueron las mayores virtudes de Guardia. Junto con Evaristo Coronado formaron un dúo letal en la primera mitad de los años 80 en el Saprissa.
En 1986, se trasladó por una temporada a la A.D. San Carlos, en una época en la que el club norteño hizo grandes contrataciones, pero deportivamente fue un mal torneo ese año.
En 1987 jugó con la L.D. Alajuelense, donde no brilló como se esperaba, por lo que sólo se mantuvo dos torneos con esa institución.
A partir de 1989 y en los años siguientes, fichó con varios equipos pequeños del país: el  C.S. Uruguay, la A.D. Turrialba,  la A. D. Limonense y el Municipal Pérez Zeledón. 
Guardia se retiró oficialmente del fútbol en 1996. En total, integró 7 equipos del fútbol profesional costarricense, siendo por lo tanto, uno de los jugadores con más clubes en su historial.

## Selección nacional
Jugó con la selección nacional de fútbol de Costa Rica, siendo parte del equipo que participó en los Juegos Olímpicos de Los Ángeles 1984.

### Participaciones en Juegos Olímpicos
| Torneo                   | Sede        | Resultado    |
| ------------------------ | ----------- | ------------ |
| Juegos Olímpicos de 1984 | Los Ángeles | Primera fase |

## Retiro
Después de retirarse, comenzó su carrera como entrenador, y ha dirigido varios equipos de la Primera División de Costa Rica, como el Municipal Pérez Zeledón y la A.D. San Carlos.
Su hijo Guillermo Guardia Valverde (24 de abril de 1988), también logró ser un futbolista profesional con equipos como Alajuelense y Santos, sin llegar a igualar o a superar el éxito deportivo de su padre. Sin embargo, participó en la Copa Mundial de Fútbol Sub-17 de 2005, disputada en Perú.

## Clubes
| Club                    | País       | Año         |
| ----------------------- | ---------- | ----------- |
| Deportivo Saprissa      | Costa Rica | 1978 - 1985 |
| A.D San Carlos          | Costa Rica | 1986        |
| L.D Alajuelense         | Costa Rica | 1987 - 1988 |
| C.S Uruguay de Coronado | Costa Rica | 1989 - 1990 |
| Municipal Turrialba     | Costa Rica | 1991 - 1992 |
| A.D Limonense           | Costa Rica | 1992 - 1993 |
| Municipal Pérez Zeledón | Costa Rica | 1994 - 1996 |

## Palmarés
| Título                         | Club               | País       | Año  |
| ------------------------------ | ------------------ | ---------- | ---- |
| Primera División de Costa Rica | Deportivo Saprissa | Costa Rica | 1982 |